# Larvivora komadori
El ruiseñor de Okinawa (Larvivora komadori) es una especie de ave paseriforme de la familia Muscicapidae endémica de las islas Ryūkyū, en Japón.

## Taxonomía

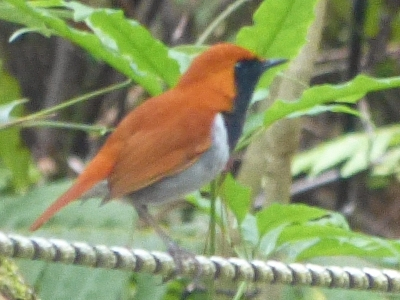
Macho.

El ruiseñor de Okinawa se clasificaba en el género Erithacus, junto al ruiseñor japonés y el petirrojo europeo. Pero un estudio filogenético de 2006 demostró que las dos especies asiáticas estaban más próximas al ruiseñor azul (en aquel momento ubicado en Luscinia) que del petirrojo. Un amplio estudio de 2010 lo confirmó, y además demostró que el género Luscinia no era monofilético. Por ello se reinstauró el género Larvivora para acomodar al clado que contenía al ruiseñor de Okinawa, el ruiseñor japonés, el ruiseñor azul y otras especies que se clasificaban en Luscinia.
El nombre científico de esta especie, komadori, es algo confuso, ya que es el nombre común en japonés de su pariente el ruiseñor japonés (Larvivora akahige), y viceversa, el nombre científico de este último, akahige, es el nombre común en japonés del ruiseñor de Okinawa.
Se reconocen dos subespecies:
- L. k. komadori (Temminck, 1835) - se encuentra en las islas Ryūkyū septentrionales;
- L. k. namiyei (Stejneger, 1887) - se localiza en la isla de Okinawa.